# Салца Ирпина (Авелино)
Салца Ирпина (итал. Salza Irpina) је насеље у Италији у округу Авелино, региону Кампанија.
Према процени из 2011. у насељу је живело 651 становника. Насеље се налази на надморској висини од 507 м.

## Становништво
Према резултатима пописа становништва 2011. у општини је живело 767 становника.
| 1931. | 1936. | 1951. | 1961. | 1971. | 1981. | 1991. | 2001. | 2011. |
| ----- | ----- | ----- | ----- | ----- | ----- | ----- | ----- | ----- |
| 1.132 | 1.127 | 1.190 | 1.087 | 1.005 | 965   | 852   | 797   | 767   |